# 나카니시 데쓰오
나카니시 데쓰오(일본어: 中西 哲生, 1969년 9월 8일 ~ )는 일본의 전 축구 선수이다.

## 구단 경력
1992년 J1리그의 나고야 그램퍼스 에이트에 입단했다. 1995년에 천황배 우승을 차지했다. 1996년까지 90경기에 출전하여, 7득점을 넣었다. 1997년 재팬 풋볼 리그의 가와사키 프론탈레로 이적했다. 1999년 J2리그로 승격했다. 1999년 J2리그 준우승으로 J1리그로 승격했다. 2000년후 현역 은퇴.